# Данкан Фергусон
Данкан Кауан Фергусон (енгл. Duncan Cowan Ferguson; 27. децембар 1971) бивши је шкотски фудбалер. Након играчке каријере ради као фудбалски тренер.

## Kаријера
Каријеру је започео у Данди јунајтеду 1990. године, а прешао је у Глазгов Ренџерс 1993. за тада рекордан трансфер. Остатак каријере провео је у Енглеској, прешао је у Евертон 1994. а потом је играо у Њукасл јунајтеду између 1998. и 2000. године. Након тога се вратио у Евертон где је завршио играчку каријеру 2006. године.
Током каријере, Фергусон је освојио ФА куп са Евертоном 1995. Играо је седам утакмица за репрезентацију Шкотске. Био је у саставу репрезентације на Европском првенству 1992, али је због спора са Шкотским фудбалским савезом био недоступан за национални тим од 1997. године. Постигао је више голова него било који други шкотски играч у енглеској Премијер лиги од њеног стварања 1992. године.
Фергусонов агресивни стил игре резултирао је са укупно девет добијених црвених картона у каријери, као и тромесечном затворском казном након напада на Џона Мекстеја из Рајт Роверса на терену 1994. Осам од тих црвених картона је било у енглеској Премијер лиги, где држи заједнички рекорд по искључењима заједно са Патриком Вијером и Ричардом Даном.
Након завршетка играчке каријере, ради као фудбалски тренер. Бивши играч снукера Џон Парот је Фергусонов таст.